# Dans van de farao (album)
Dans van de farao is het negentiende studioalbum van K3 en het zesde album van groepsleden Marthe De Pillecyn, Klaasje Meijer en Hanne Verbruggen. Het album kwam uit op 13 november 2020 en dient grotendeels als soundtrack voor de film K3: Dans van de farao. Het is tevens het laatste album met Klaasje.
Het album met twaalf nummers geschreven door Miguel Wiels, Alain Vande Putte en Peter Gillis werd verkocht met een bonus-dvd van de "K3 Disco Roller Club".
Dans van de farao werd zowel fysiek als digitaal vanaf dezelfde dag verkocht. Digitaal werd het album beschikbaar gemaakt via de streamingplatformen Spotify, Apple Music en Deezer.
De single Dans van de farao werd onderdeel van Just Dance 2021.

## Tracklist
| Nr. | Titel                       | Duur |
| --- | --------------------------- | ---- |
| 1.  | Dans van de farao           | 3:24 |
| 2.  | Bikini vol zand             | 3:20 |
| 3.  | Bubbel                      | 3:01 |
| 4.  | Vriend of vriendin (S.O.S.) | 3:14 |
| 5.  | Jij en ik                   | 3:19 |
| 6.  | Piramide van liefde         | 3:46 |
| 7.  | Een beetje liefde           | 3:32 |
| 8.  | Voel je die zon             | 3:05 |
| 9.  | Wat ik wensen zou           | 3:22 |
| 10. | Hallelujah, het is zomer!   | 2:56 |
| 11. | Vogeltjes                   | 3:25 |
| 12. | Hallo!                      | 3:19 |